# Gränssnittsmetafor
En gränssnittsmetafor är en komponent i ett användargränssnitt till en dator, som är en metafor för något som finns i den fysiska världen, och efterliknar dess funktioner. Många gränssnittsmetaforer har fått namn av fysisk kontorsutrustning.
Några välkända gränssnittsmetaforer är skrivbordet, katalogen eller mappen, dokumentet, papperskorgen och den kryptografiska nyckeln. E-post påminner metaforiskt om post, med adresser och korgar.
Även begrepp som webbportal är gränssnittsmetaforer.